# Шавил
Шавил (фр. Chaville) је насељено место у Француској у региону Париски регион, у департману Горња Сена.
По подацима из 2011. године у општини је живело 18.852 становника, а густина насељености је износила 5310,42 становника/km².

## Демографија
| 1962.  | 1968.  | 1975.  | 1982.  | 1990.  | 2011.  |
| ------ | ------ | ------ | ------ | ------ | ------ |
| 16.787 | 17.476 | 19.086 | 17.914 | 17.784 | 18.852 |